# Eric Lilliehöök (1878–1967)
Eric Gustaf Lilliehöök, född 11 oktober 1878 i Uddevalla, död 25 januari 1967 i Engelbrekts församling, Stockholm, var en svensk militär (överste).

## Biografi
Lilliehöök avlade studentexamen 1899, var officersvolontär vid Bohusläns regemente (I 17) 1899 och avlade officersexamen 1901. Han blev underlöjtnant 1901, intendentaspirant 1903 och avlade intendentsexamen 1905. Lilliehöök blev intendent vid intendenturkåren 1906. Han befordrades till kapten 1915, major 1923, överstelöjtnant 1928 och överste 1933.
Lilliehöök var regementsintendent vid Smålands husarregemente (K 4) 1908–1912 och vid Svea livgarde (I 1) 1912–1923. Han var lärare vid militärförvaltningskurs 1913–1923, vid Krigsskolan 1916–1923 och vid fästningsintendenturen vid kommendantskapet i Boden 1923–1927. Lilliehöök var fördelningsintendent vid Östra arméfördelningen 1928–1930 och chef för arméförvaltningens intendenturdepartements underhållsbyrå 1930–1939. Han var ledamot av riksvärderingsnämnden 1937 samt styrelseledamot och vice ordförande i AB Kreditbanken 1929–1942.
Lilliehöök var son till överste Claes Lilliehöök och Augusta Haij. Han var från 1908 gift med Anna Enell (1885–1967), dotter till bankdirektör Otto Enell och Maria Forsell. Lilliehöök är begraven på Norra begravningsplatsen utanför Stockholm..

## Utmärkelser
Lilliehööks utmärkelser:
- Kommendör av 1. klass av Svärdsorden (KSO1kl)
- Riddare av Vasaorden (RVO)
- Sveriges landstormsföreningars centralförbunds förtjänstmedalj i silver (Svlcfbförtj:SM)